# 淺野站
淺野站（日语：／ Asano eki */?）是一個位於神奈川縣橫濱市鶴見區末廣町二丁目，屬於東日本旅客鐵道（JR東日本）鶴見線的鐵路車站。JR的特定都區市內制度「橫濱市內」車站。車站編號是JI 05。

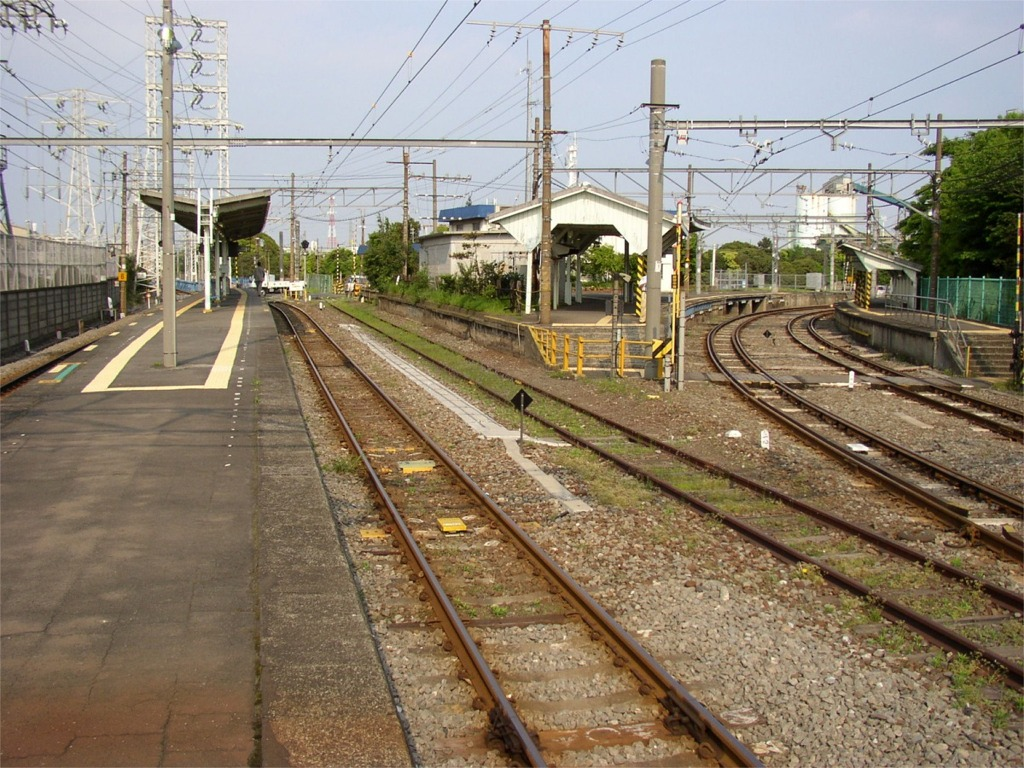
左為扇町方向，右為海芝浦方向

連結鶴見站與扇町站的本線與往海芝浦站方向的支線（海芝浦支線）在此站分岔。

## 結構
扇町站方向與海芝浦站方向的軌道在車站前方分岔。扇町站方向是島式月台1面2線、海芝浦站方向是對向式月台2面2線的地面車站。往鶴見的列車與扇町方向開列車與海芝浦方向開列車的開車月台都不同，需要特別注意。扇町方向的月台並不寬敞，但是海芝浦方向的月台，尤其是下行月台非常寬敞。
兩線的月台之間設有站舍。

### 月台配置
| 月台 | 路線                     | 方向 | 目的地             |
| ---- | ------------------------ | ---- | ------------------ |
| 1    | 鶴見線（本線、大川支線） | 下行 | 濱川崎、扇町方向   |
| 2    | 鶴見線（本線、大川支線） | 上行 | 國道、鶴見方向     |
| 3    | 鶴見線（海芝浦支線）     | 下行 | 新芝浦、海芝浦方向 |
| 4    | 鶴見線（海芝浦支線）     | 上行 | 國道、鶴見方向     |

（來源：JR東日本:車站構內圖 （页面存档备份，存于））

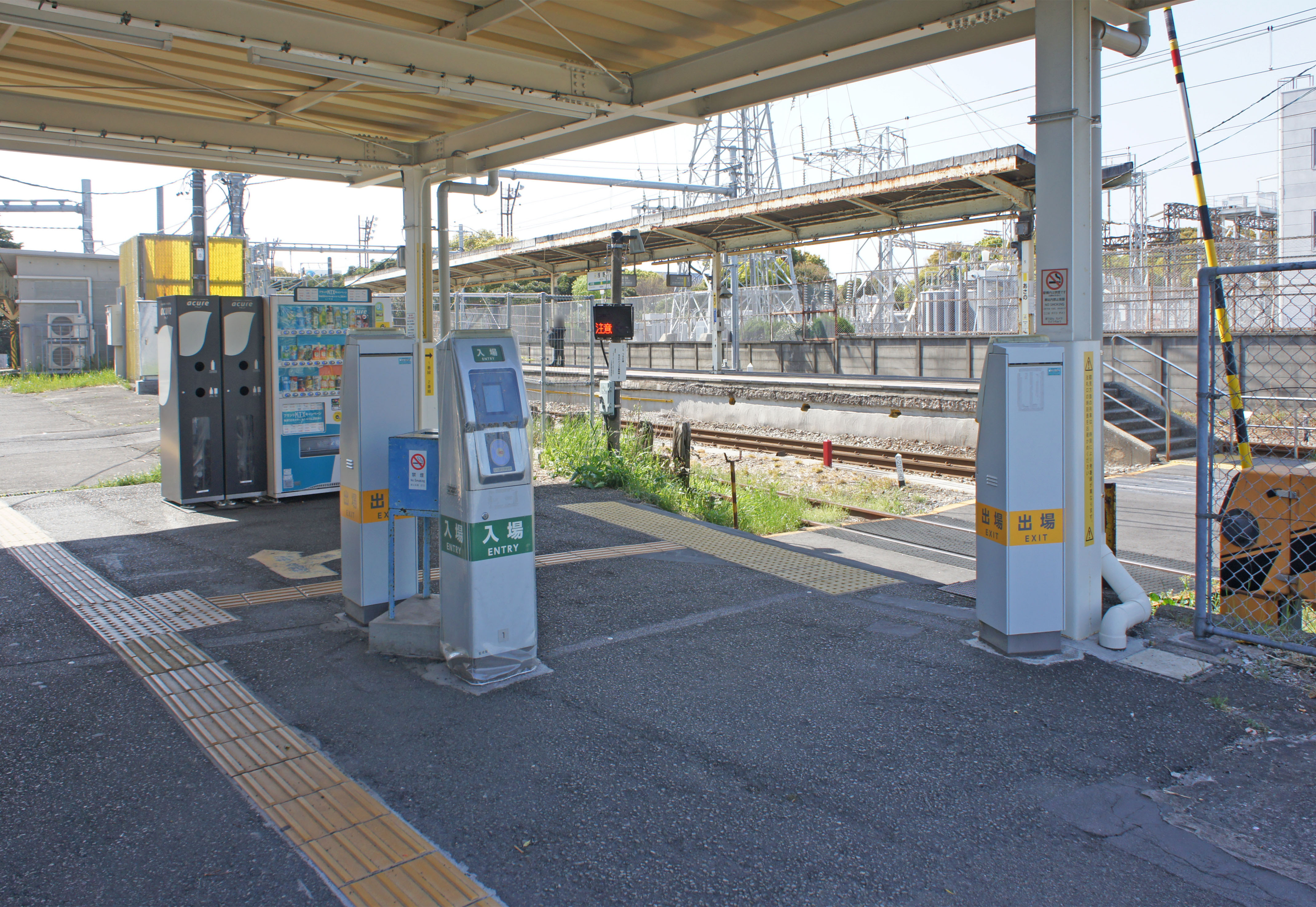
閘口(2022年4月)
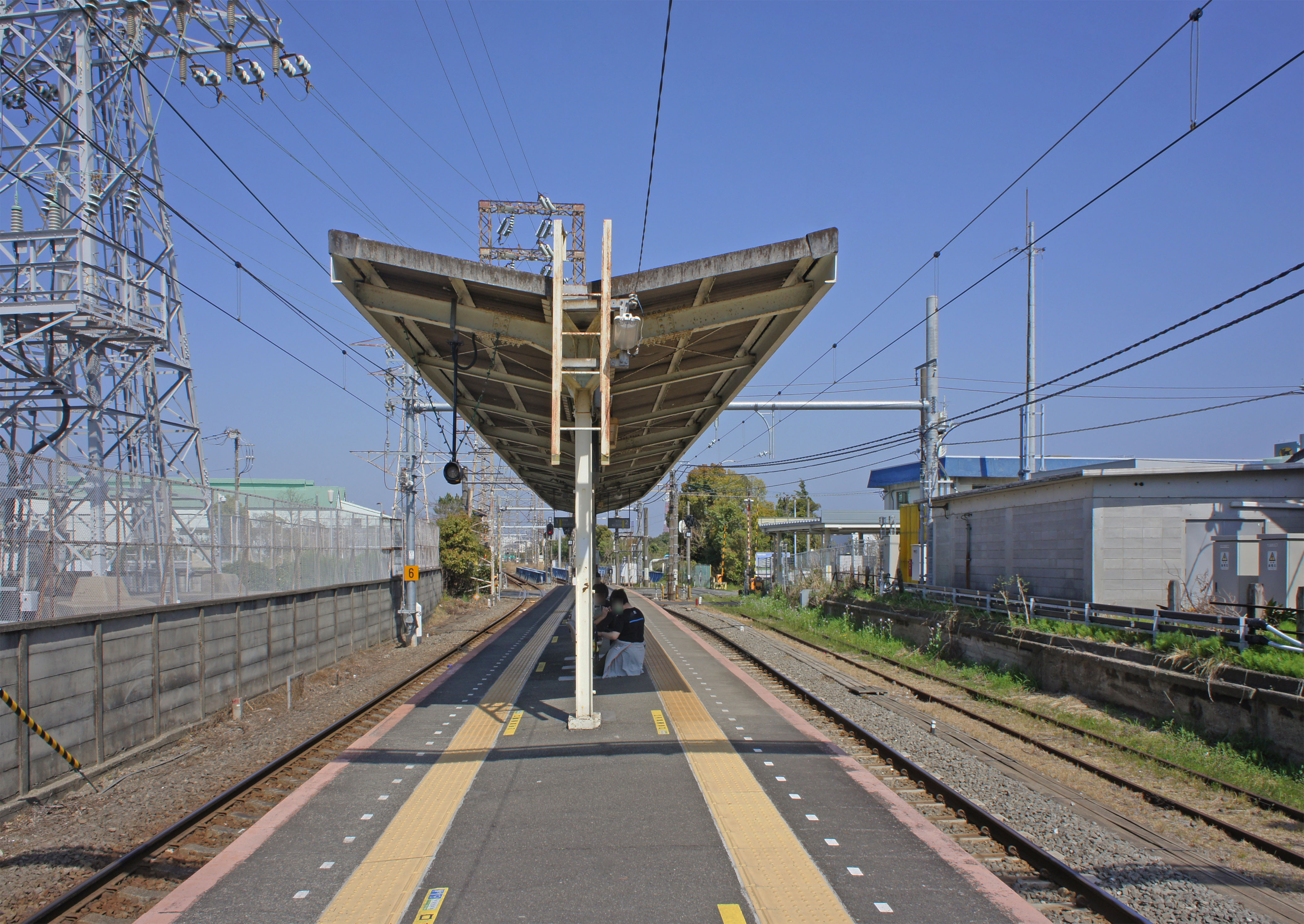
1號與2號月台（2022年4月）
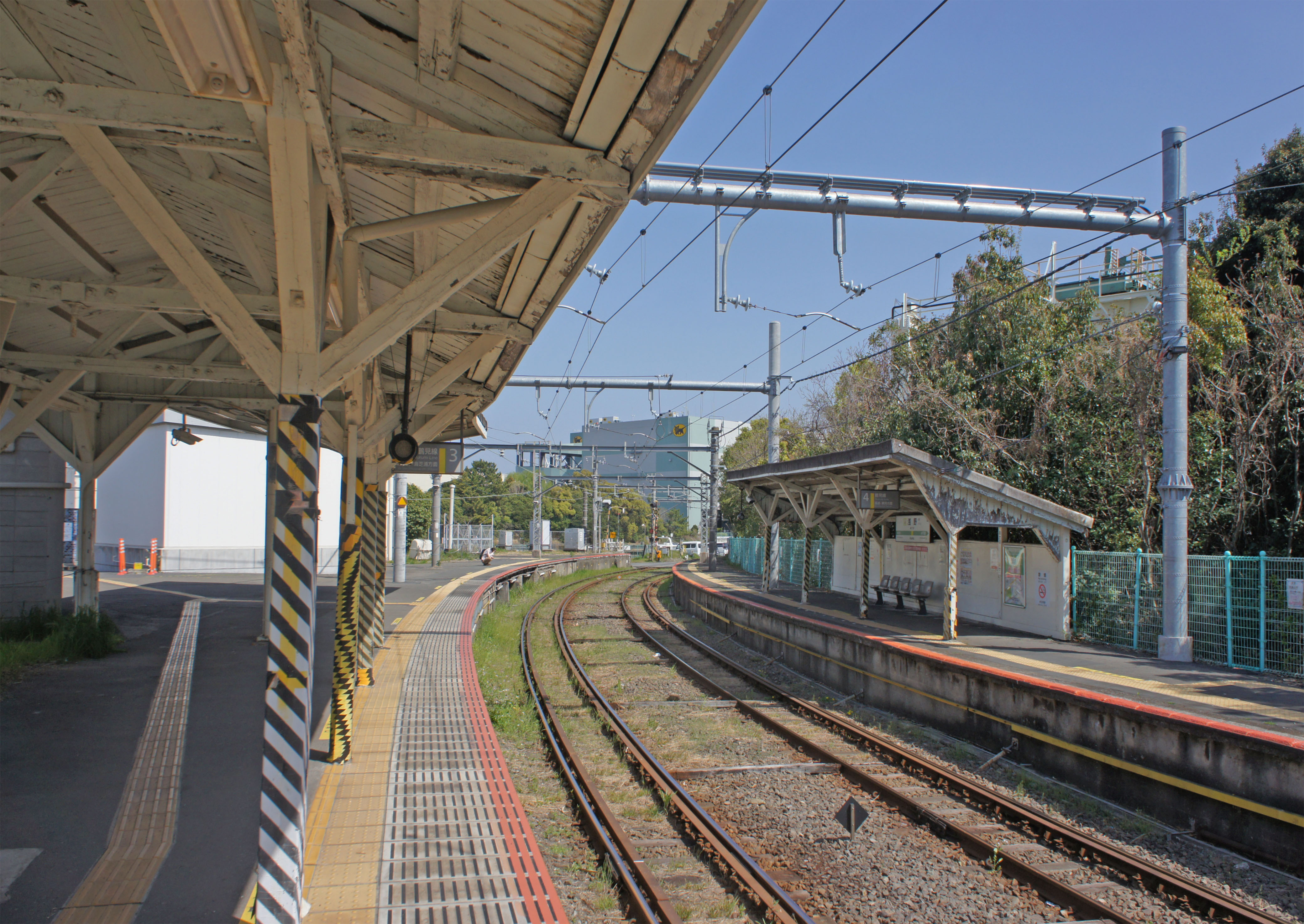
3號與4號月台（2022年4月）
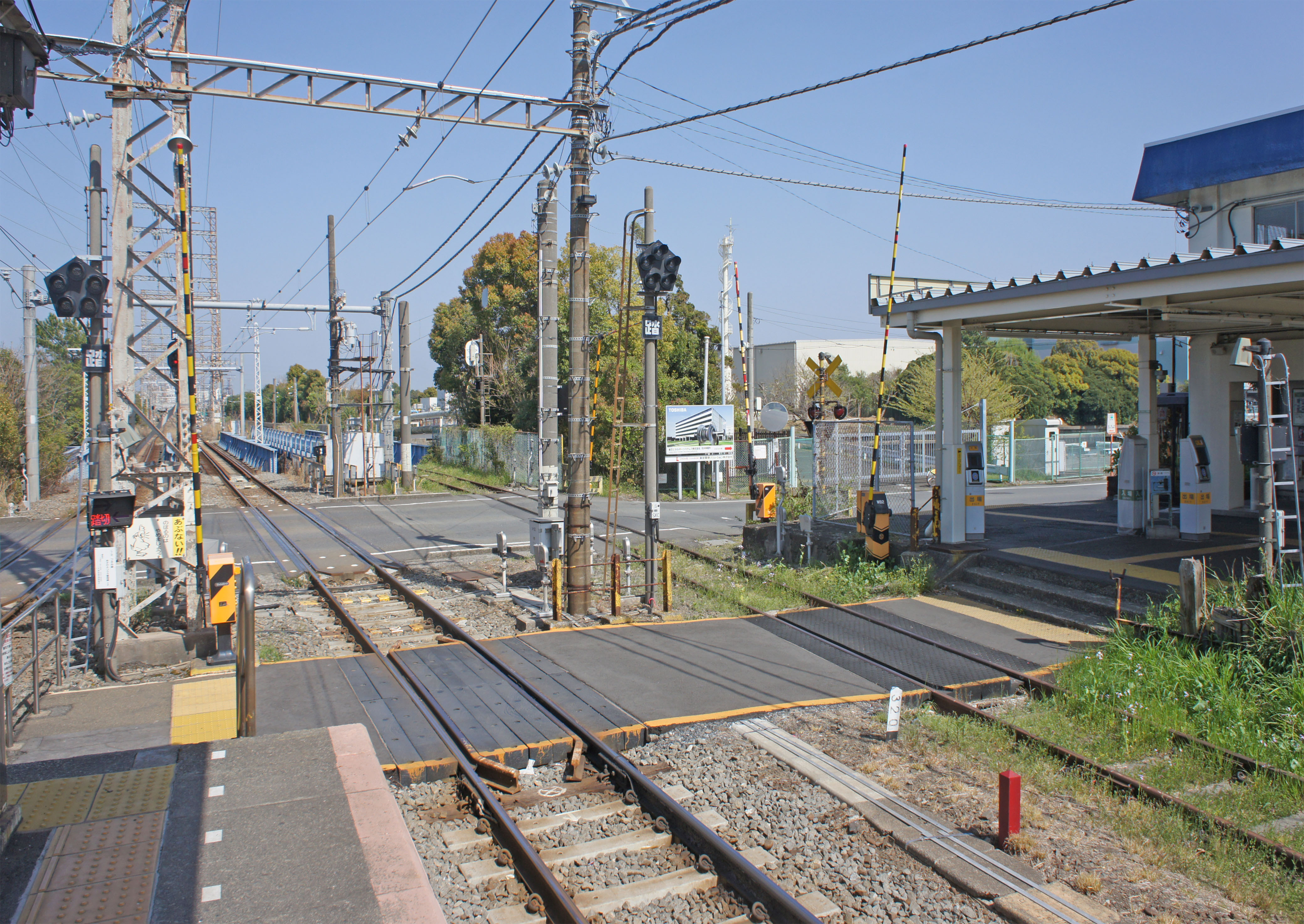
鶴見本線的平交道(2022年4月)
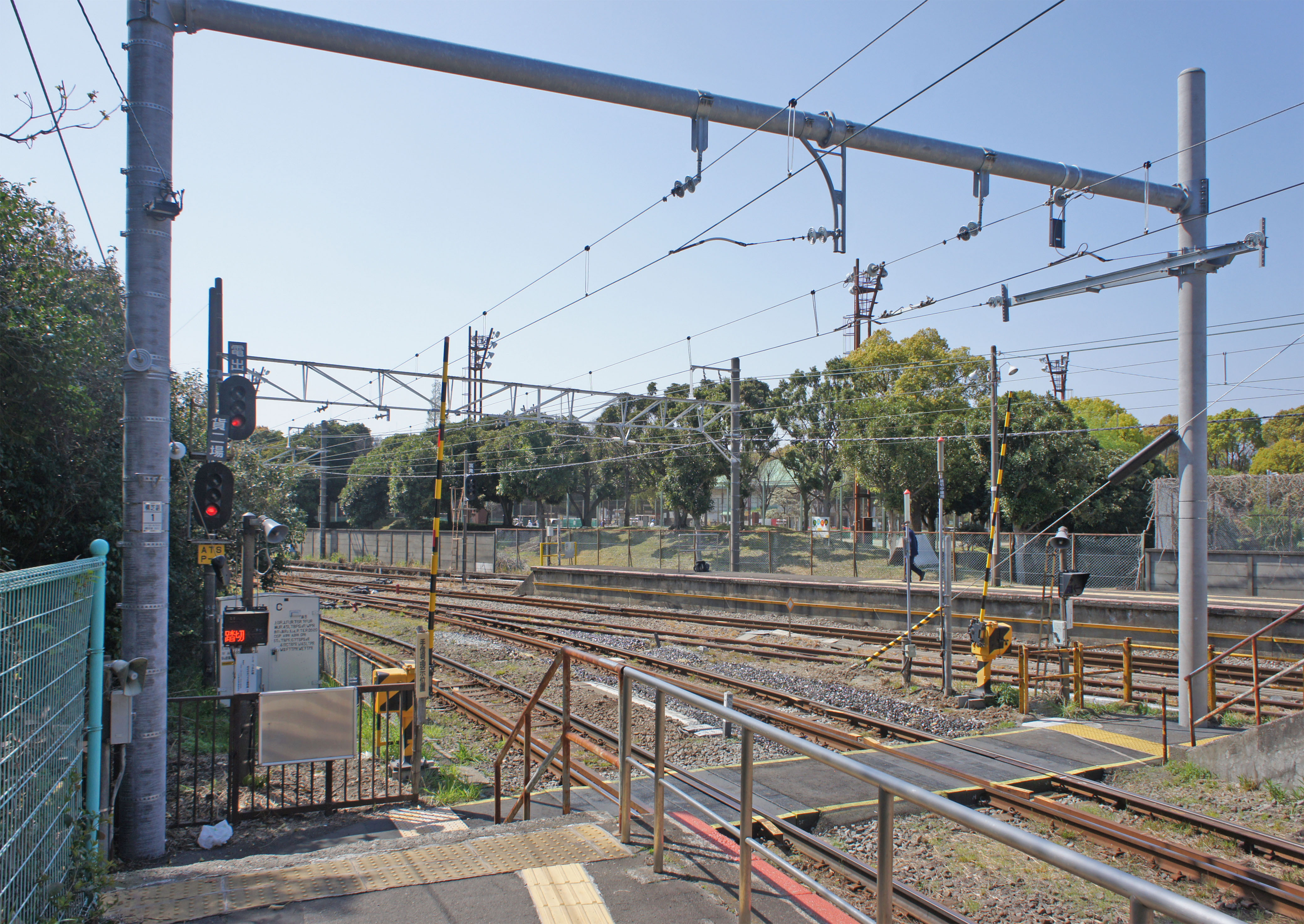
海芝浦支線的平交道(2022年4月)

## 使用情況
2008年度的1日平均上車人次為894人。由於是無人站，2009年度以後不再發表上車人次。
近年的1日平均上車人次推移如下表。
| 年度               | 1日平均 上車人次 |
| ------------------ | ---------------- |
| 1991年（平成03年） | 564              |
| 1992年（平成04年） | 651              |
| 1993年（平成05年） | 806              |
| 1994年（平成06年） | 790              |
| 1995年（平成07年） | 767              |
| 1996年（平成08年） | 796              |
| 1997年（平成09年） | 829              |
| 1998年（平成10年） | 839              |
| 1999年（平成11年） | 820              |
| 2000年（平成12年） | 828              |
| 2001年（平成13年） | 791              |
| 2002年（平成14年） | 813              |
| 2003年（平成15年） | 831              |
| 2004年（平成16年） | 822              |
| 2005年（平成17年） | 818              |
| 2006年（平成18年） | 857              |
| 2007年（平成19年） | 876              |
| 2008年（平成20年） | 894              |

## 相鄰車站
東日本旅客鐵道（JR東日本）
 鶴見線（本線）
弁天橋（JI 04）－淺野（JI 05）－安善（JI 06）
 鶴見線（海芝浦支線）
（弁天橋）－淺野（JI 05）－新芝浦（JI 51）

## 外部連結
- 車站資訊（淺野）：東日本旅客鐵道（日語）